# サジット・プレマダーサ
サジット・プレマダーサ（シンハラ語: සජිත් ප්‍රේමදාස, タミル語: சஜித் பிரேமதாச, 英語: Sajith Premadasa, 1967年1月12日 - ）はスリランカの政治家。2020年8月総選挙で最大野党となった統一人民戦線（SJB）党首。
元大統領ラナシンハ・プレマダーサの息子である。ロイヤル・カレッジ・コロンボとミル・ヒル・スクールで学んだのち、ロンドン・スクール・オブ・エコノミクスへ入学した。1993年に父ラナシンハが暗殺された際は、メリーランド大学カレッジパーク校の大学院で学んでいた。その後、スリランカへ帰国したプレマダーサは統一国民党（UNP）へ入党し、国会議員選挙にハンバントタ選挙区から立候補した。2000年に政界入りし、翌年には保健副大臣に指名され、2004年まで務めた。2011年にはUNP副総裁となった。2015年にはシリセーナ大統領の下で住居大臣に就任した。2019年大統領選挙に統一国民戦線から立候補したが、ゴーターバヤ・ラージャパクサに敗れた。2020年1月30日、UNPが導く新しい政党連合のリーダーに指名された。

## 生い立ち
1967年1月12日、当時放送大臣であったラナシンハ・プレマダーサの息子としてコロンボで生まれる。その後父は77年から12年間首相を務めた後89年に大統領になった。
サジットはロイヤル・カレッジで学んだのち、英国ロンドンのミル・ヒル・スクールへ入学した。その後ロンドン・スクール・オブ・エコノミクスを卒業した。彼の専攻は政治経済や国際関係に関するもので、その後の政治活動の財産となった。米国上院外交委員会の共和党上院議員ラリー・プレッサーの下でインターンをした。インターン中にはジョン・マケインやジョン・ケリーなどの有力議員とも会う機会があった。その後彼は大学院に進学して勉強していたが、父の死によってスリランカへ帰ることとなった。

### 政界入り
1993年、父親のラナシンハ・プレマダーサが暗殺された。サジットは父が所属した統一国民党（UNP）に入り、1994年ハンバントタ地区長に指名された。そしてハンバントタで彼は若者向け運動や寺院への補助などを行った。

#### 国会議員
サジット・プレマダーサが選挙に初出馬したのは2000年で、その後2001年、2004年、2010年、2015年のいずれの選挙でもハンバントタ選挙区で当選している。

#### 保健副大臣
2001年にはラニル・ウィクマシンハ首相の下で保健副大臣に就任し、2004年まで務めた。

#### 住居・建設・文化問題大臣就任
2015年には、マイトリーパーラ・シリセーナ大統領の下で住居・建設・文化問題大臣に指名された。そして、低所得世帯に65,000戸を提供することを目標とした「シェルター・フォー・オール2025」というプロジェクトを開始した。

#### 統一国民党（UNP）での経歴
2011年12月19日に実施された統一国民党の選挙において副総裁に選出された。

### 大統領への挑戦
UNPは2010年、2015年と政党として大統領選に候補者を出していなかった。そして2015年にマイトリーパーラ・シリセーナが大統領に選出された際も、UNPとの関係は不安定なものだった。特に2018年にUNP総裁のラニル・ウィクラマシンハが首相を解任された2018年スリランカ憲政危機をきっかけとして、UNP内部では2019年の大統領選には自党から候補者を出そうという動きがあった。
総裁ウィクラマシンハは大統領選への意欲を表明し、複数の古参メンバーと会談した。しかし同時期に、複数の古参メンバーはプレマダーサを大統領候補として推薦した上でバドゥッラで集会を開き、彼自身も公にUNP候補として大統領選に出馬する意欲を明らかにしていた。
プレマダーサへの支持が大きくなる一方で総裁ウィクラマシンハは彼への支持を拒んだ。プレマダーサ側はマータラ、クルネーガラなどでの集会を成功させ、ますます支持を強固にしていった。
最終的に彼は新民主戦線候補として大統領選に出馬したが、スリランカ人民戦線（SLPP）候補のゴーターバヤ・ラージャパクサに敗れた。そして選挙後、彼はUNP副総裁の職を辞した。
2024年9月21日の大統領選挙にも立候補し、得票率42.3％の人民解放戦線党首のアヌラ・クマラ・ディサナヤカに次ぐ32.8％となり史上初の決選投票に進出した。上位2人による再集計を行った結果、プレマダーサは得票率44.11％にとどまり、55.89％のディサナヤカに敗れた。